# Chris Ealham
Chris Ealham, né en 1965, est un historien britannique spécialiste d’histoire urbaine et du mouvement anarchiste espagnol et catalan.

## Biographie

### Influence de la culture punk
Né dans le Kent (Angleterre) en 1965, Chris Ealham grandit dans une famille modeste, entouré de frères qui connaissent le chômage ainsi que les grandes grèves des années quatre-vingt en Angleterre. Alors qu’il est en échec scolaire, il connaît une révélation à l’âge de treize ans lorsqu’il découvre la culture punk : « Cela a complètement changé ma vie. C’est la clé de ma formation culturelle et intellectuelle. J’ai découvert les grandes idées qui finissent en « isme » : surréalisme, anarchisme, situationnisme, marxisme... Et cela m’a ouvert de nouvelles perspectives, très différentes de celles que je recevais à l’école ». Il découvre notamment le groupe anarcho-punk Crass, dont les paroles critiquent ouvertement le militarisme, la société de consommation et la loi, dans une critique globale de l’ordre établi. Cette sensibilisation aux luttes sociales et politiques contre le capitalisme et l’establishment éveillent sa curiosité intellectuelle, si bien que son attitude à l’école change et qu’un de ses professeurs confie à la mère d’Ealham que ce dernier devrait aller à l’université, une première dans sa famille.

### De la musique punk au militantisme libertaire
Ealham découvre dans la foulée l’organisation Rock Against Racism, qui en 1978 organise à Londres avec l’Anti-Nazi League une manifestation contre le fascisme : 100 000 personnes marchent de Trafalgar Square jusqu’au quartier East End (un bastion du Front national britannique), et assistent à un concert en plein air au Victoria Park, où se produisirent notamment The Clash, Steel Pulse, Tom Robinson Band ou encore X-Ray Spex. « Ce fut un moment important pour moi et je me suis pleinement engagé dans l’antifascisme », déclare Ealham.

Ealham a quatorze ans lorsque Margaret Thatcher devient Premier ministre du Royaume-Uni en 1979. Pour stabiliser le capitalisme dans un contexte de grave crise économique, elle met en place une série de réformes radicales, conservatrices et libérales ; la précarité s’est accrue et le chômage a considérablement augmenté. « En conséquence, l’atmosphère est devenue propice aux groupes fascistes, qui étaient déjà assez organisés et qui ont essayé de rallier les classes populaires à leur idéologie. J’étais juste un enfant, mais ma première éducation politique est venue du mouvement punk ». Avec une dizaine d’amis, au départ unis par leur goût pour la musique punk, ils publient ce qui est au départ un fanzine du groupe Crass, mais qui se mue rapidement en un magazine dénonçant les mesures sociales du gouvernement Thatcher, à une époque où il n’y a quasiment aucune opposition au Parlement, le Parti travailliste étant alors considérablement affaibli. Les réformes radicales de Thatcher rencontrent cependant des résistances qui se manifestent sous la forme de grèves voire d’émeutes, et l’extrême gauche anarchiste rallie de plus en plus de jeunes comme Ealham, qui se réclame dès lors comme libertaire.

### Formation universitaire
Il est le premier de sa famille à aller à l’université, et l’un des rares de son lycée à y être allé : « C'était quelque chose d'exceptionnel dans mon école — la grande majorité de mes pairs est allée directement dans les usines, l'armée ou les files d'attente pour le chômage — et dans mon entourage familial, j'ai été le premier à mettre les pieds à l'université, grâce à l'État-providence britannique et son système de bourses, qui a couvert mes frais de scolarité et mes dépenses ».
Il fréquente la Queen Mary University of London, où il se passionne pour l’histoire de la gauche révolutionnaire pendant le cycle insurrectionnel de l’entre-deux guerres en Europe. Influencé par les lectures de Anarchism de George Woodcock et Hommage à la Catalogne de George Orwell, il est très attiré par l’exception du cas espagnol, l’Espagne étant le pays qui selon lui a connu la révolution la plus profonde de l’histoire de l’humanité dans le domaine participatif. Il hésite quelque temps à travailler sur le communisme allemand dans le contexte de montée du nazisme, mais il reconnaît que la perspective d’apprendre l’allemand de zéro le rebute, contrairement à l’apprentissage de l’espagnol et du catalan. Par ailleurs, les cours de l’historien Paul Preston sur le développement de l’anarchisme espagnol sont décisifs : il se tourne alors définitivement vers l’analyse de l’anarchisme et des mouvements libertaires catalans durant l’entre-deux-guerres.

Il soutient sa thèse de doctorat en 1995 à la Queen Mary University of London, intitulée Maintenir l’ordre pendant la récession : chômage, manifestations sociales et ordre public dans la Barcelone républicaine (1930-1936), sous la direction de Paul Preston. Ce dernier a influencé plusieurs générations de chercheurs britanniques, dont Ealham, qui se sont spécialisés dans l'histoire de la guerre civile espagnole ; Ealham s’inscrit dans une tradition de recherche britannique sur l’Espagne qui remonte à la dictature franquiste, lorsque les intellectuels espagnols n’avaient pas accès aux archives de leur pays et ne pouvaient pas effectuer de recherches remettant en cause le régime. La transition vers la démocratie et le libre accès subséquent aux archives ont naturellement replacé les universités espagnoles dans une position de premier plan dans l'étude de ce sujet crucial ; néanmoins, la contribution de l'école britannique reste importante, et Chris Ealham en est la preuve.

### Carrière universitaire
Ancien maître de conférence à l’Université de Cardiff (1994-2004) et à l’Université de Lancaster (2004-2007), Chris Ealham enseigne depuis 2008 à la Saint Louis University Madrid Campus (en).

## Travaux de recherche
Participant actif aux débats souvent hargneux sur l’historiographie espagnole de la guerre civile, Chris Ealham affirme, dans la lignée de Paul Preston, que les historiens populistes ont opéré un révisionnisme franquiste dans les études sur la Guerre civile espagnole.

### Méthodologie

#### Une «histoire par le bas»
Le travail de Chris Ealham se caractérise par la tentative de reconstruire la mentalité des acteurs qu’il étudie, de leurs visions du monde et de leur perception d’eux-mêmes. Il affirme la nécessité d’analyser le passé dans une perspective anthropologique et, dans le cas de l’anarchisme, de l’analyser de l’intérieur. Pour cela, il a interviewé d’anciens militants anarchistes espagnols et catalans, a utilisé des autobiographies de militants pour entrer dans leur monde et essayer de saisir le sens de leurs actions. En cela, Ealham affirme s’inscrire dans la tradition de l’école britannique d’histoire sociale, citant comme exemple Edward Palmer Thompson, , historien britannique promoteur de « l’histoire par le bas » (history from below). Partant du principe que l’anarchisme « part du bas », c’est-à-dire de la rue, du peuple et des masses, Chris Ealham cherche dans son travail à comprendre les impulsions populaires de l’intérieur, en essayant de saisir leur expérience personnelle de l’anarchisme catalan : « Avec mon obsession de l’histoire par le bas, j’ai rejeté l’obsession empirique des statistiques, pour m’appuyer davantage sur la texture de la vie quotidienne ».

#### Une histoire interdisciplinaire
Ealham considère que recourir à l’interdisciplinarité pour étudier l’anarchisme revient à reconnaître que ce mouvement libertaire est multiforme, avec des dimensions culturelles, économiques, politiques, protestataires et symboliques : « Pour explorer l’anarchisme en profondeur, il est nécessaire d’opérer à différents niveaux en intégrant des éléments de différentes disciplines. Il n’y a pas d’autre moyen ». Ses recherches innovent donc en proposant une approche pluridisciplinaire, à la croisée de l’histoire ouvrière, la géographie urbaine et la psychologie sociale. Chris Ealham mobilise ainsi l’histoire, l’anthropologie, la géographie et la psychologie.

### La spatialité de l'histoire
Mentionnant « les absences spatiales de certaines histoires sociales » et cherchant à rectifier « la myopie spatiale des analyses de l’histoire espagnole », Chris Ealham se distingue particulièrement par son recours à la géographie urbaine : « J'ai réalisé l'importance spatiale du mouvement, le rôle joué par l'espace public et la géographie urbaine, et comment ils influencent les mouvements sociaux, alors qu'ils luttent non seulement pour augmenter leur pouvoir social mais aussi pour conquérir les espaces », déclare-t-il. Aussi, étudiant l’utilisation et l’organisation de l’espace urbain par la lutte ouvrière et anarchiste en Catalogne, ses travaux se concentrent donc sur une analyse spatiale de l’histoire ouvrière en Espagne contemporaine, et sur l’étude d’un urbanisme insurrectionnel et révolutionnaire, particulièrement dans la ville de Barcelone. Pour Ealham, il est nécessaire de concentrer le travail historique dans le tissu géographique et urbain d’une réalité spécifique, soulignant que la lutte anarchiste a toujours tenté de contrôler les villes et les quartiers, créant des conflits territoriaux avec le pouvoir des autorités locales. Ealham dénonce ainsi la tendance qu’ont certains historiens à délaisser l’aspect géographique et urbain alors qu’ils étudient les luttes sociales : « Les historiens oublient souvent que le passé existe davantage dans l’espace que dans le temps ».

### José Peirats Valls
Chris Ealham est l'auteur d'une biographie du militant anarchiste et historien de l'anarchisme José Peirats Valls. Selon Ealham, les intellectuels ouvriers dans le mouvement anarchiste se sont non seulement battus pour un monde meilleur, mais aussi pour améliorer les connaissances des ouvriers n’ayant pas été à l’école et éliminer l’analphabétisme ; en effet, avant et après la République, l’ouvrier moyen commençait à travailler à l’usine dès l’âge de sept ou huit ans. C’est grâce à un réseau d’écoles construites par le mouvement anarcho-syndical que des militants ont pu avoir accès à la culture, comme Peirats. Ealham s’intéresse à lui en tant que militant anarchiste, mais aussi en tant qu’historien du mouvement ouvrier, car Peirats Valls est l’un des premiers à avoir affirmé le rôle fondamental joué par les anarchistes dans la Révolution espagnole.

## Publications
En français
- Chris Ealham, Barcelone contre ses habitants, 1835-1937 : les quartiers ouvriers de la révolution, Toulouse, Collectif des Métiers de l’Édition, 2014.
- Chris Ealham, Les Anarchistes dans la ville : Révolution et contre-révolution à Barcelone, 1898-1937, Marseille, Agone, coll. « Mémoires sociales », 2020[11].

En anglais
- Chris Ealham, Class, Culture and Conflict in Barcelona, 1898-1937, London, Routledge, 2005[12].
- Chris Ealham & Michael Richards (éd.), The Splintering of Spain: New Historical Perspectives on the Spanish Civil War, Cambridge, Cambridge University Press, 2005.
- Chris Ealham, Anarchism and the City: Revolution and counter-revolution in Barcelona, 1898-1937, Oakland (CA), AK Press, 2010.
- Chris Ealham, Living anarchism: José Peirats and the Spanish anarcho-syndicalist movement, Oakland (CA), AK Press, 2015.

Pour une bibliographie complète, voir ici.